# Lu Yongxiang
Lu Yongxiang (chino: 路甬祥; pinyin: Lù Yǒngxiáng) Cixi, Ningbo, Zhejiang, 1942 - ), aka Yung-Hsiang Lu, es un ingeniero mecánico y científico chino. Fue Presidente de la Academia China de las Ciencias.
 

## Biografía
Lu Yongxiang nació en Cixi, Ningbo, Zhejiang, el 28 de abril de 1942. Hizo estudios ingeniería mecánica, especialista en Hidrodinámica (mecánica hidráulica), en la Universidad de Zhejiang en 1964. Lu prosiguió sus estudios gracias a la Beca Alexander von Humboldt Research Fellow en la Universidad Técnica de Aquisgrán, Alemania del Oeste, obteniendo su Doctorado en 1981, basado en su disertación Entwicklung vorgesteuerter Proportionalventile mit 2-Wege-Einbauventil als Stellglied und mit geräteinterner Rückführung. Aachen: Techn. Hochsch.; Diss.; 1981.

## Cargos académicos & educacionales
Presidencias:
- Vicepresidente, Academia China de las Ciencias (CAS), (1993–1997)
- Vicepresidente Ejecutivo, CAS, (1994–1997)
- Executive Chairman, Comité Presidencial de la CAS Academic Board, (1997–2011)
- Presidente, CAS, (1997–2011)
- Vicepresidente, Asociación China para la Ciencia y Tecnología (中国科学技术协会), (1986–1996)
- Chairman, Higher Education Consultative Committee of the State Education Commission, (1990–1994)
- Director-general (理事长), Sociedad China para la Historia de la Ciencia y Tecnología (中国科学技术史学会), (1995–2004)
- Director-general, Sociedad China de la Ingeniería Mecánica (中国机械工程学会), (2001–present)
- Vicepresidente, Academia de las Ciencias para el Tercer Mundo (TWAS), (1998–2006)
- Co-Chair, Consejo InterAcademy (IAC), (2005–present)

Membresías:
- Académico, Academia China de Ingeniería (CAE), (Juni 1994)

## Cargos sociales & políticos
- Vicepresidente, Congreso de la República Popular de China, (2003–present)
- Miembro, Jefe Ejecutivo Comisión de Innovación & Tecnología, Hong Kong SAR, (1998–1999)
- Special Advisor, Asesor Comisión de Innovación & Tecnología, Hong Kong SAR, (2000–presente)

## Premios y reconocimientos
- Medalla Rudolf-Diesel (1997)
- Medalla Alexander von Humboldt (1998)
- The Knight Commander's Cross (Badge & Star) of Orden al Mérito de la Repúblic de Alemania, (2000)
- Medalla Werner Heisenberg (2001), Fundación Alexander von Humboldt
- Gold Badge for Science and Culture of Public Presidente de Italia, (2004)
- Medalla Abdus Salam, de la Academia de Ciencias (TWAS), (2006)
- Medalla Harnack (2006), del Instituto Max Planck
- Medalla Centenario del Natalicio de Jawaharlal Nehru (2010), INSA
- Medalla The Robert. E. Koski (2010), de la ASME: por sus importantes contribuciones en el campo del poder de transmisión de fluidos